# Asphondylia rosmarini
Asphondylia rosmarini är en tvåvingeart som beskrevs av Jean-Jacques Kieffer 1896. Asphondylia rosmarini ingår i släktet Asphondylia och familjen gallmyggor. Inga underarter finns listade i Catalogue of Life.